# OK Liga 2013-2014
L'OK Liga 2013-2014 è stata la 45ª edizione del torneo di primo livello del campionato spagnolo di hockey su pista; disputato tra l'11 ottobre 2013 e il 7 giugno 2014 si è concluso con la vittoria del Barcellona, al suo venticinquesimo titolo.

## Stagione

### Formula
L'OK Liga 2013-2014 vide ai nastri di partenza sedici club; la manifestazione fu organizzata con un girone all'italiana, con gare di andata e ritorno per un totale di 30 giornate: erano assegnati tre punti per l'incontro vinto, un punto a testa per l'incontro pareggiato e zero la sconfitta. Al termine della stagione regolare la vincitrice venne proclamata campione di Spagna. Le squadre classificate dal quattordicesimo al sedicesimo posto retrocedettero direttamente in Primera División, il secondo livello del campionato.

## Classifica finale
|                   | Pos. | Squadra         | Pt | G  | V  | N | P  | GF  | GS  | DR   |
| ----------------- | ---- | --------------- | -- | -- | -- | - | -- | --- | --- | ---- |
| Spagna (bandiera) | 1.   | Barcellona      | 82 | 30 | 27 | 1 | 2  | 207 | 63  | +144 |
|                   | 2.   | Liceo La Coruña | 72 | 30 | 23 | 3 | 4  | 167 | 81  | +86  |
|                   | 3.   | Vic             | 61 | 30 | 19 | 4 | 7  | 116 | 81  | +35  |
|                   | 4.   | Reus Deportiu   | 53 | 30 | 16 | 5 | 9  | 147 | 117 | +40  |
|                   | 5.   | Vendrell        | 49 | 30 | 15 | 4 | 11 | 130 | 116 | +14  |
|                   | 6.   | Noia            | 45 | 30 | 13 | 6 | 11 | 111 | 100 | +11  |
|                   | 7.   | Igualada        | 45 | 30 | 14 | 3 | 13 | 95  | 105 | -10  |
|                   | 8.   | Calafell        | 44 | 30 | 13 | 5 | 12 | 112 | 115 | -3   |
|                   | 9.   | Cerceda         | 43 | 30 | 12 | 7 | 11 | 121 | 118 | +3   |
|                   | 10.  | Voltregà        | 41 | 30 | 11 | 8 | 11 | 107 | 97  | +10  |
|                   | 11.  | Vilafranca      | 38 | 30 | 11 | 5 | 14 | 112 | 107 | +5   |
|                   | 12.  | Tordera         | 32 | 30 | 10 | 2 | 18 | 85  | 126 | -41  |
|                   | 13.  | Lleida          | 31 | 30 | 9  | 4 | 17 | 90  | 118 | -28  |
|                   | 14.  | Lloret          | 29 | 30 | 8  | 5 | 17 | 93  | 121 | -28  |
|                   | 15.  | Blanes          | 23 | 30 | 7  | 2 | 21 | 72  | 130 | -58  |
|                   | 16.  | Vilanova        | 0  | 30 | 0  | 0 | 30 | 71  | 241 | -170 |

Legenda:
  Vincitore della Coppa del Re 2014.
      Campione di Spagna e ammessa all'Eurolega 2014-2015.
      Ammesse all'Eurolega 2014-2015.
      Ammesse in Coppa CERS 2014-2015.
      Retrocesse in Primera División 2014-2015.
Note:
Tre punti a vittoria, uno a pareggio, zero a sconfitta.